# Wyspa Stewart
Stewart (ang. Stewart Island, maori Rakiura) – trzecia pod względem wielkości wyspa Nowej Zelandii. Położona jest w archipelagu Nowej Zelandii około 30 km na południe od Wyspy Południowej. Oddziela ją od niej Cieśnina Foveaux.

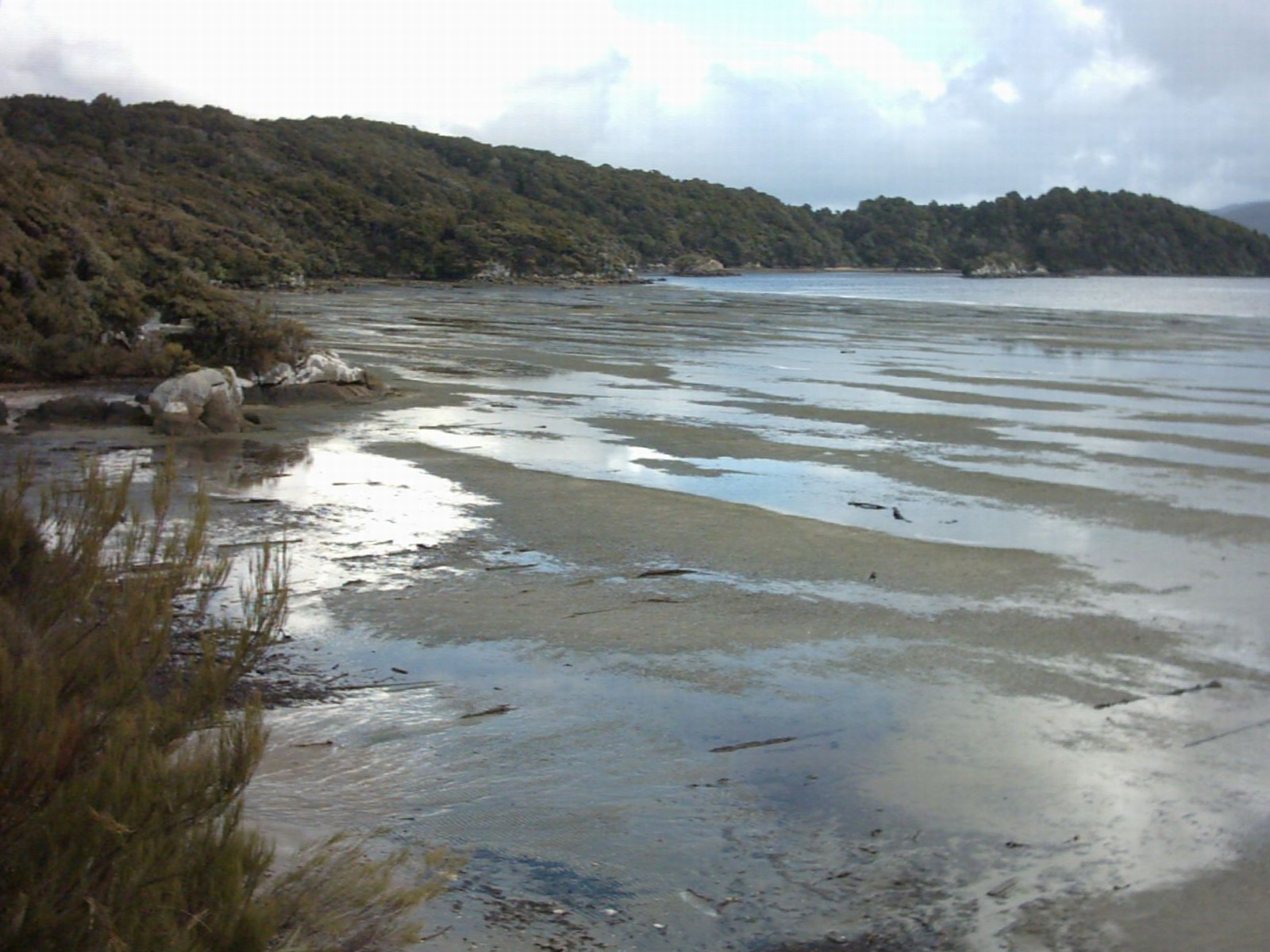
Wybrzeże blisko Oban

Powierzchnia wyspy wynosi 1746 km² i zamieszkuje ją zaledwie 402 mieszkańców, z czego większość w głównej osadzie Oban. Wyspa wchodzi w skład nowozelandzkiego regionu Southland. Na północy wyspy przeważają bagniste tereny. Najwyższym szczytem jest Mount Anglem o wysokości 979 metrów, który znajduje się blisko północnego wybrzeża. W południowej części występują jednakowo pofałdowane, wznoszące się grzbiety, które biegną na południe od doliny rzeki Rakeahua.
Nazwa wyspie została nadana na cześć brytyjskiego oficera, Williama Stewarta, który jako pierwszy uwzględnił ją na mapie. Na wyspie znajdują się dobrze oznakowane szlaki turystyczne. Planowane jest tutaj otwarcie parku narodowego.